# Objeto (teoria das categorias)
Objeto, no contexto de Teoria das categorias, é um dos elementos que formam uma categoria. Podemos entender uma categoria como sendo uma coleção de elementos chamados objetos e morfismos entre estes objetos.
Na categoria Set objetos são conjuntos e morfismos são as funções (totais) entre eles. No entanto, no caso geral de categorias, um paralelo entre objetos e conjuntos estruturados nem sempre é válido.